# بطولة الأمم الخمس للسيدات 2000
بطولة الأمم الخمس للسيدات 2000 (بالإنجليزية: 2000 Women's Five Nations Championship)‏ هو الموسم 5 من  بطولة الأمم الست للسيدات. أقيم خلال الفترة 4 فبراير 2000 وحتى 1 أبريل 2000، وفاز فيه منتخب إنجلترا الوطني لاتحاد الرغبي للسيدات.